# Canal ejaculator
Canalul ejaculator (ductus ejaculatorii) este un canal pereche, ce se formează prin unirea canalului deferent cu canalul vezicii seminale. Acesta traversează prostata și se deschide în uretră, prin colliculus seminalis sau verumontanum.